# Поплаве у Србији 2014.
Поплаве у Србији су дошле након обилних падавина и снажног циклона који је захватио централни део Балканског полуострва у другој половини маја месеца 2014. године. Падавине су обухватиле цео простор Србије и за 24 часа излучено је преко 100 литара кише по квадратном метру. Забележени су апсолутни падавински максимуми 15. маја у Београду (107,9), Лозници (110) и Ваљеву (108,2). Од последице набујалих река, клизишта и воде страдало је више од 30 особа. Проглашена је ванредна ситуација 15. маја.

## Развој циклона
Циклон Тамара (такође и Донат у Хрватској или Ивет у средњој Европи) захватио је подручје средње и југоисточне Европе 13. маја 2014. године. Простирао се на великој хоризонталној површини, вертикалне дебљине неколико километара кроз целу тропосферу. Поље ниског ваздушног притиска формирало се над Јадраном, када је хладна и влажан поларни ваздух продро у регион Медитерана. Тај поларни фронт сударио се са влажним суптропским фронтом, што је довело до формирања веома ниског притиска. Током 14. маја циклонално поље се преместило према Балкану и „ујезерило“ над подручјем Србије, Хрватске и Босне и Херцеговине.
Засићеност ваздушне масе била је око 100%, а влажност је повећавана захваљујући топлом ваздуху са југа и истока. У прилог развоју оваквог поља ниског притиска погодовала је и физичко-географска специфичност Балканског полуострва. Центар циклоналног поља био је над Србијом и Босном и Херцеговином, где је између 13. и 15. маја излучена велика количина падавина, највећа икада забележена од када се воде метеоролошка осматрања. Слабљење и нестанак циклона започето је током 16. и окончано 18. маја.

## Хронологија поплава
Обилне киша изазвана циклоном над Балканским полуострвом падала је готово без прекида у периоду између 13. и 16. маја на простору Србије и суседних држава. У року од 24 часа излучено је преко 100 литара по метру квадратном, а све укупно за три дана пало је преко 200 литара воденог талога - највише у Ваљеву, Београду, Лозници и Новом Саду. Велика количина падавина довела је до појаве бујичних токова, плављења и покретања бројних клизишта.
| Београд (количина падавина у л/m²)‍ | Београд (количина падавина у л/m²)‍ | Београд (количина падавина у л/m²)‍ | Београд (количина падавина у л/m²)‍ | Београд (количина падавина у л/m²)‍ |
| ---------------------------------- | ---------------------------------- | ---------------------------------- | ---------------------------------- | ---------------------------------- |
|                                    |                                    |                                    |                                    |                                    |
| 15. мај 2014.                      | 15. мај 2014.                      |                                    | 107,9                              | 53,44%                             |
| 14. јун 1994.                      | 14. јун 1994.                      |                                    | 94,0                               | 46,56%                             |

| Лозница (количина падавина у л/m²)‍ | Лозница (количина падавина у л/m²)‍ | Лозница (количина падавина у л/m²)‍ | Лозница (количина падавина у л/m²)‍ | Лозница (количина падавина у л/m²)‍ |
| ---------------------------------- | ---------------------------------- | ---------------------------------- | ---------------------------------- | ---------------------------------- |
|                                    |                                    |                                    |                                    |                                    |
| 15. мај 2014.                      | 15. мај 2014.                      |                                    | 110,0                              | 52,20%                             |
| 20. јун 1956.                      | 20. јун 1956.                      |                                    | 100,7                              | 47,80%                             |

| Ваљево (количина падавина у л/m²)‍ | Ваљево (количина падавина у л/m²)‍ | Ваљево (количина падавина у л/m²)‍ | Ваљево (количина падавина у л/m²)‍ | Ваљево (количина падавина у л/m²)‍ |
| --------------------------------- | --------------------------------- | --------------------------------- | --------------------------------- | --------------------------------- |
|                                   |                                   |                                   |                                   |                                   |
| 15. мај 2014.                     | 15. мај 2014.                     |                                   | 108,2                             | 50%                               |
| 23. октобар 2003.                 | 23. октобар 2003.                 |                                   | 108,2                             | 50%                               |

Ово је уједно био и најкишовитији мај месец у историји. вишегодишњи просек за ово доба године је око 70 милиметара талога, међутим 2014. пало је чак 214 литара по метру квадратном (Београд). 

### Поплављена подручја
У табелама је дат преглед општина по окрузима које су поплављене делимично или потпуно:
| Град Београд         | Браничевски округ | Мачвански округ                                         | Сремски округ          |
| -------------------- | ----------------- | ------------------------------------------------------- | ---------------------- |
| Обреновац, Лазаревац | Костолац          | Лозница, Шабац, Мали Зворник, Богатић, Крупањ, Коцељева | Сремска Митровица, Шид |

| Поморавски округ                     | Колубарски округ                            | Моравички округ                | Шумадијски округ   | Рашки округ |
| ------------------------------------ | ------------------------------------------- | ------------------------------ | ------------------ | ----------- |
| Свилајнац, Ћуприја, Параћин, Рековац | Ваљево, Уб, Лајковац, Љиг, Осечина, Мионица | Чачак, Лучани, Горњи Милановац | Рача, Кнић, Топола | Краљево     |

### 14. мај
Током 14. маја јако невреме изазвало је појаву бујица и изливање река из корита. То је довело до проглашења ванредног стања у 16 општина Србије. Излила се река Колубара са притокама Љиг и Качер, затим Болечка река, Скрапеж, Јадар и Западна Морава. Поплављени су нижи предели у близини река у Ваљеву, Лајковцу, Убу, затим у општини Љиг и Горњи Милановац, Косјерићу, Лозници, околини Новог Сада (Петроварадин, Футог), као и у Малој Моштаници и Мислођину. Спасилачке екипе су евакуисале неколико десетина грађана са простора захваћеним великим падавинама.

### 15. мај
У току ноћи између 14. и 15. маја, спасилачке службе евакуисале су преко 500 људи из угрожених подручја. Проглашена је ванредна ситуација на територији целе Србије. У Тополи је током спасилачке акције настрадао ватрогасац. Обилне падавине су довеле до изливања Колубаре у близини рударског угљеног басена што је довело до обуставе рада. Преко 85.000 људи широм земље остало је без струје, а велики број кућа и домова је поплављен. Због велике количине воде и покретања клизишта остали су одсечени поједини делови општина Лозница.
Због критичног стања у земљи, представници неколико држава Европе понудили су хуманитарну помоћ, међу првима Русија и Словенија.

### 16. мај
Стање се знатно погоршало током 16. маја када је неколико градова и места остало без струје - међу којима Лазаревац, Параћин, Смедеревска Паланка, као и деловима Шапца и Обреновца. Током дана велика количина воде се излила из Колубаре и поплавила Обреновац и околину. Започета је евакуација целог града и суседних насеља, у којој су учествовале бројне спасилачке службе и јединице (војска, жандармерија, ватрогасци и др). Обреновац је прекрила вода у висини од неколико метара.
Због обилних падавина, на подручју Босне и Херцеговине и Хрватске ниво Саве је био у порасту. Након јавног позива окупио се велики број волонтера из свих крајева Србије који су упућени у Шабац и Сремску Митровицу да подижу бране и насипе на обалама. У већини области где је прекинута достава електричне енергије, вода није била за пиће. До краја дана евакуисано је 15.200 особа из угрожених подручја, од чега највише из Обреновца. Критично стање је било у Свијланцу, Параћину, Крупњу и многим другим местима, где је већина насеља поплављена или одесечена због одрона и клизишта.

### 17. мај
У ноћи између 16. и 17. маја преко 10.000 добровољаца учествовало је у изградњи бедема од џакова с песком у Шапцу и Сремској Митровици. Превентивно су евакуисани људи у близини насипа. Тешка ситуација била је Крупњу где се под утицајем клизишта порушило око 200 кућа, а комуникације су отежане. Љиг је било без струје и воде. У свим угроженим подручјима прорадио је велики број клизишта. Вода се делимично повукла из Горњег Милановца, Трстеника, Коцељеве и Свилајнца. Велика Морава се излила код Варварина и у близини Ћићевца. Вода је продрла у површинске копове Колубарског угљеног басена - Велики Црљени и Тамнава-западно поље.
До краја дана евакуисано је укупно 16.300 особа, највише из Обреновца и Барича.

### 18. мај
Током 18. маја циклон који је утицао на велике пдавине на простору Србије и региона се повукао према јужном делу Средоземља. На подручју општине Пожаревац излила се река Млава. Вода је угрозила термоелектрану Костолац и угљенокоп Дрмно. Ниво воде у Обреновцу се снизио, али је евакуација настављена. Из здравствених и безбедносних разлога улаз у Обреновац је био забрањен без посебне дозволе.

### 19. мај
Из поплављених подручја укупно је било евакуисано око 25.000 особа. Евакуисани су људи из околине Сремске Митровице и Шапца, као и из шидских села Моровић и Вишњићево. Волонтери и специјалне службе су ојачавале бедеме на Сави, Млави и Колубари. У Београду су превентивно постављени бедеми на општинама Савски венац, Стари град, Чукарица, Нови Београд и Палилула.
Због пораста водостаја Саве у селу Забрежје, започета је потпуна евакуација Обреновца.

### 20. мај
Током 20. маја водостај Саве и Дунава био је у порасту. Евакуисано је укупно преко 30.000 особа. У Обреновцу је забрањен улаз свима осим тимовима који се баве чишћењем и асанацијом терена. Одбрамбени насипи у Костолцу су ојачавани како би се сачували угљенокопи и термоелектрана. На Ђердапу је испражњена акумулација како би се припремила за надолазећи водени талас.
Због пораста водостаја Дунава евакуисано је становништво у приобаљу смедеревске општине. Влада Републике Србије прогласила је 21, 22. и 23. мај за дане жалости.

### 21. мај
Ниво Саве опао је за 10-ак центиметара. Ниво Дунава је био у порасту, па је проглашена редовна одбрана од поплава у Новом Саду и Голупцу. Села у околини Обреновца (Мислођин, Дражевац и др), добила су воду за техничку употребу. У Смедереву је проглашена ванредна одбрана од поплава а градска лука била је потопљена водом. Добровољци и службе су наставиле ојачавање постојећих бедема, подизање нових и санирање оних који су попустили. Евакуација у Обреновцу је настављена. Укупно је на простору Србије било поплављено до 21. маја 2.260 објеката.

### 22. мај
Током 22. маја започет је делимичан повратак становништва у поплављена подручја. Становницима Барича је омогућено да се врате својим домовима, а један део становника Обреновца (мушкарци) дошао је у свој град да помогне око санирања штете и чишћења. Водостај Дунава порастао је код Бачке Паланке, Новог Сада, Сланкамена, Панчева и Земуна, а ниво Тисе повисио се код Титела. После седам дана пуштена је струја у Обреновцу и поново је започето ископавање угља из Колубарског басена за потребе ТЕНТ-а. Јединице жандармерије и специјални санитарни тимови наставили су чишћење поплављених предела од муља, кабастог смећа и лешева животиња.

### 23. мај
Водостај Босута и њене притоке Студве растао је по 10 милиметра на сваких сат времена на територији Србије, због велике количине воде која је токовима долазила из Хрватске. Током ноћи између 22. и 23. маја река Млава пробила је насип недалеко од Костолца. У Раковици је одрон изазван клизиштем прекрио пут код тунела Стражевица, али је брзо отклоњен. Смедеревска Паланка је после осам дана добила воду из водовода.
Укупно је евакуисано око 38.000 становника, од чега 25.000 са подручја Обреновца. Укинута је ванредна ситуација у Србији, а задржана је у два града и 17 општина који су били још под утицајем поплава (Сремска Митровица, Шабац, затим Обреновац, Љиг, Крупањ, Уб, Лајковац, Смедеревска Паланка, Осечина, Параћин, Мионица, Свилајнац, Косјерић, Бајина Башта, Мали Зворник, Коцељева и Владимирци).

### 24. мај
Ванредна ситуација је укинута у Трстенику и становништво је почело да се враћа у своје домове. Сава и Дунав су били у стагнацији, а ванредна одбрана од поплава проглашена је у Земуну. Санација и чишћење у Обреновцу је настављено, а због многобројних клизишта на путу Лозница-Љубовија код Малог Зворника започета је изградња алтернативног пута дужине 11 km.

### 25. мај
Ниво Дунава и Саве био је у опадању. После десет дана покренута је производња електричне енергије у термоелектрани Никола Тесла А. Настава у основним и средњим школама у Ћуприји је обновљена. У Крупњу је дошло до пуцања бране у руднику антимона „Столице“, што је довело до изливања токсичне јаловине и потенцијалног еколошког проблема.

### 26. мај
Због обилних падавина између 25. и 26. маја поплављено је неколико кућа у општини Гроцка. Излила се река Грочица, и Бегаљички поток у Заклопачи. Велике кише поплавиле су и центра Панчева. У Смедеревској Паланци и Лозници укинута је ванредна ситуација због побољшања опште ситуације на територији тих општина. У Крагујевцу је пало преко 50 литара кише што је довело до плављења неколико индустријских постројења и стамбених кућа, нарочито у насељима Белошевац и Лекина Бара. Због настале ситуације проглашена је ванредна ситуација на територији града. У насељу Бресница излио се Бреснички поток, а у фабрици Застава оружје био је поплављен један део погона.

## Последице
Као последица обилних киша и поплава активирала су се бројна клизишта широм Србије, потопљен је велики број стамбених и привредних објеката, преко 1.000 је оштећено или угрожено, а више од 30.000 становника је евакуисано из погођених подручја. Прелиминарно процењена штета износила је око 1.000.000.000 евра.
| Слив Саве | Слив Дунава | Слив Мораве |
| --- | --- | --- |
| Сава, Штира, Јадар, Ловачка река, Остружанка, Колубара, Љубостиња, Дрина, Љубовиђа, Тамнава, Уб, Љиг, Топлица, Рибница, Ликодра, Богаштица, Чађевица, Кржава, Симића поток, Цигански поток, Трбушница, Босут, Студва, Топчидерска река | Дунав, Црни Тимок, Тимок, Млава, Витовница, Пек, Јасеничка река, Трговишки Тимок, Бели Тимок, Петријевски поток, Грочица, Бегаљички поток | Велика Морава, Западна Морава, Јужна Морава, Бјелица, Чемерница, Ђетиња, Јасеница, Лепеница, Рача, Раља, Деспотовица, Белица, Језава, Булињак, Лугомир, Угљешница, Црница, Раваница, Јовановачка река, Сикирички поток, Ресава, Кубрушница, Мућава, Лаништански поток, Велики Луг, Мали Луг, Бојана, Дреновчић, Точак, Ибар, Ветерница, Нишава, Топоничка река, Скрапеж, Власина |

У табели изнад дат је приказ река и потока према хидрографским сливовима (Сава, Морава, Дунав), које су се излиле у периоду између 14. и 21. маја 2014. године. Своје корито је прелило више од 60 водотокова у пределима угроженим поплавама. 

### Клизишта
Због обилних падавина покренуто је више стотина клизишта широм Србије. У Малом Зворнику одрон је прекрио магистрални пут. У Бајиној Башти клизишта су порушила и угрозила око 300 кућа. У Косјерићу је регистровано преко 600 одрона, а у Горњем Милановцу око 300. У Крупњу су кретања земљишта у комбинацији са бујицама начинила велику штету и оштетила преко 500 домова. Клизишта су се активирала и на просторима општина Пожега, Чачак (100), Краљево (60) и Ваљево (100). У Београду је угрожен појас уз Саву и Дунав од Барича, до Карабурме и даље до Ритопека. Клизишта су се покренула и у љишкој општини, где је у селу Ба порушено 50 кућа.
Осим у најугроженијим подручјима клизишта су се покренула и у околини Ниша (Габровац, Горњи Матејевац), затим у близини Бојника, Медвеђе и Лебана, као и у деловима Пчињског округа.

### Инфраструктура и домови
Поплавама и клизиштима оштећено је и порушено око 4.500 km путева и 250 мостова. Потопљено је 2.260 објеката (куће, зграде, привредни објекти и др), а око 1.800 је угрожено. Пољопривреда је претрпела значајну штету која се огледа у око 80.000 хектара поплављених ораница, што је око 2% укупног обрадивог земљишта у Србији.
У Колубарском басену угља дошло је до пробијања бране и Колубара се излила поплавивши потпуно два басена, Велики Црљени и Тамнава-Западно поље. Укупно у оба копа улило се преко 150 милиона кубних метара воде, чиме је дубина достизала 50–60 m. Половину укупне производње струје Србија добија из колубарских басена.
Железнички саобраћај био је у прекиду на већини релација због оштећења пруга. Шине су оштећене на прузи Београд-Бар код Лајковца и Београд-Ниш код Јагодине и Багрдана, и између Параћина и Ћићевца, где је поплава однела 150 m пруге. На релацији Прахово-Зајечар пруга је била затрпана одроном, као и део код Краљева у насељу Витановац.

### Евакуација становништва
Са простора угрожених подручја евакуисана је преко 31.000 особа. Они су смештени у прихватне центре широм Србије, а највећим делом у Београду. Највише евакуисаних особа је из Обреновца (око 24.000), који је је био најугроженији. У спашавању су учествовали полиција, жандармерија, ПТЈ, САЈ, ватрогасци, војска, добровољци и спасиоци из неколико држава из Европе и окружења.
Највећи прихватни центри за расељени били су: Београдски сајам (преко 500), Београдска арена, хала Пионир (око 250), Стари и Нови ДИФ, затим спортски центар Шумице, бројне основне школе, други спортски центри, хотели, студентски домови и др.

### Санитарна ситуација
Велика количина воде и муља која се неколико дана задржала у поплављеним подручјима довела до је развоја потенцијалних санитарних проблема. Топло време и вода погодовали су развоју комараца, затим глодара и разних других штеточина. Контаминирана вода била је извор заразних обољења, попут дизентерије и лептоспирозе. Такође поплава је уништила и заразила бројне усеве и биљке, а усмртила је и значајан број стоке и других домаћих животиња (пси, мачке), чиме су се развили услови за друга обољења. Специјални тимови уклонили су преко 200 тона угинулих животиња са угрожених подручја.

## Хуманитарна помоћ
Током и након поплава хуманитарну помоћ угроженим подручјима и становништву послао је велики број појединаца, организација, удружења и држава. Помоћ се састојала од хране и воде, затим одеће, хигијенских средстава, ћебади и душека. Осим тога, уплаћивана је финансијска помоћ на наменске рачуне Владе Републике Србије.

### Међународна помоћ
У спашавању становништва учествовало је десетине припадника специјалних екипа из неколико држава Европе (Русије, Словеније, Бугарске, Чешке Републике, Немачке, Аустрије, Француске, Мађарске, Македоније, Данске, Словачке, Румуније, Црне Горе, ЕУЛЕКС-а). Тимови су били ангажовани на извлачењу становника из угрожених области, на испумпавању воде, превозу људи, достављању помоћи (храна, вода) и др.
Хуманитарну помоћ упутиле су Русија, Уједињене нације, Европска унија, затим Азербејџан, Белорусија, Словенија, Црна Гора, Македонија, Јеврејска фондација, Хрватска, Румунија и др. Она се састојала од основних људских потрепштина, затим хеликоптера за спашавање, чамаца, специјалних пумпи за испумпавање воде и апарата за исушивање.
Осим државних представника, помоћ је стигла и од бројних организација — Удружење Срба из Беча, Српско-руског хуманитарног центра и др.

## Обнова
Обнова и изградња подручја погођених поплава започета је чишћењем и асанацијом терена. Више од 200 омладинаца и волонтера учествује у чишћењу и другим потребним пословима у Параћину, Свилајнцу, Костолцу и Крупњу.

## Галерија
- Поглед на ушће Саве у Дунав
- Подизање насипа у Београду
- Чачак након поплаве 1
- Чачак након поплаве 2
- Набујала река Дичина 1
- Набујала река Дичина 2